# 원자적 커밋
컴퓨터 과학 분야에서 원자적 커밋(atomic commit)은 구별되는 여러 변경사항들을 하나의 운용 단위로 적용하는 것이다. 변경사항이 적용되면 원자적 커밋은 성공하였다고 이야기된다. 원자적 커밋이 끝나기 전에 실패한 것이 하나라도 있다면 원자적 커밋에서 완수되는 모든 변경사항들이 되돌려진다. 이는 시스템은 늘 일정한 상태로 유지될 수 있도록 보증한다. 격리의 다른 주된 속성은 원자 조작이라는 태생적 특징에서 비롯된다. 격리는 오직 하나의 원자적 커밋만이 한 번에 처리되는 것을 보증한다. 원자적 커밋은 데이터베이스 시스템과 버전 관리 시스템에서 가장 흔히 사용된다.
원자적 커밋의 문제는 여러 시스템 간 조화가 요구된다는 것이다. 컴퓨터 네트워크들이 신뢰할 수 없는 서비스들이라면 어떠한 알고리즘도 두 장군 문제에서 증명된 바대로 모든 시스템들과 조화를 이룰 수 없음을 의미한다. 데이터베이스들이 더욱 더 분산되어가면 이러한 조화는 진정한 원자적 커밋을 만드는 데 대한 어려움을 증가시킨다.

## 같이 보기
- 2단계 커밋 프로토콜